# Lastriko

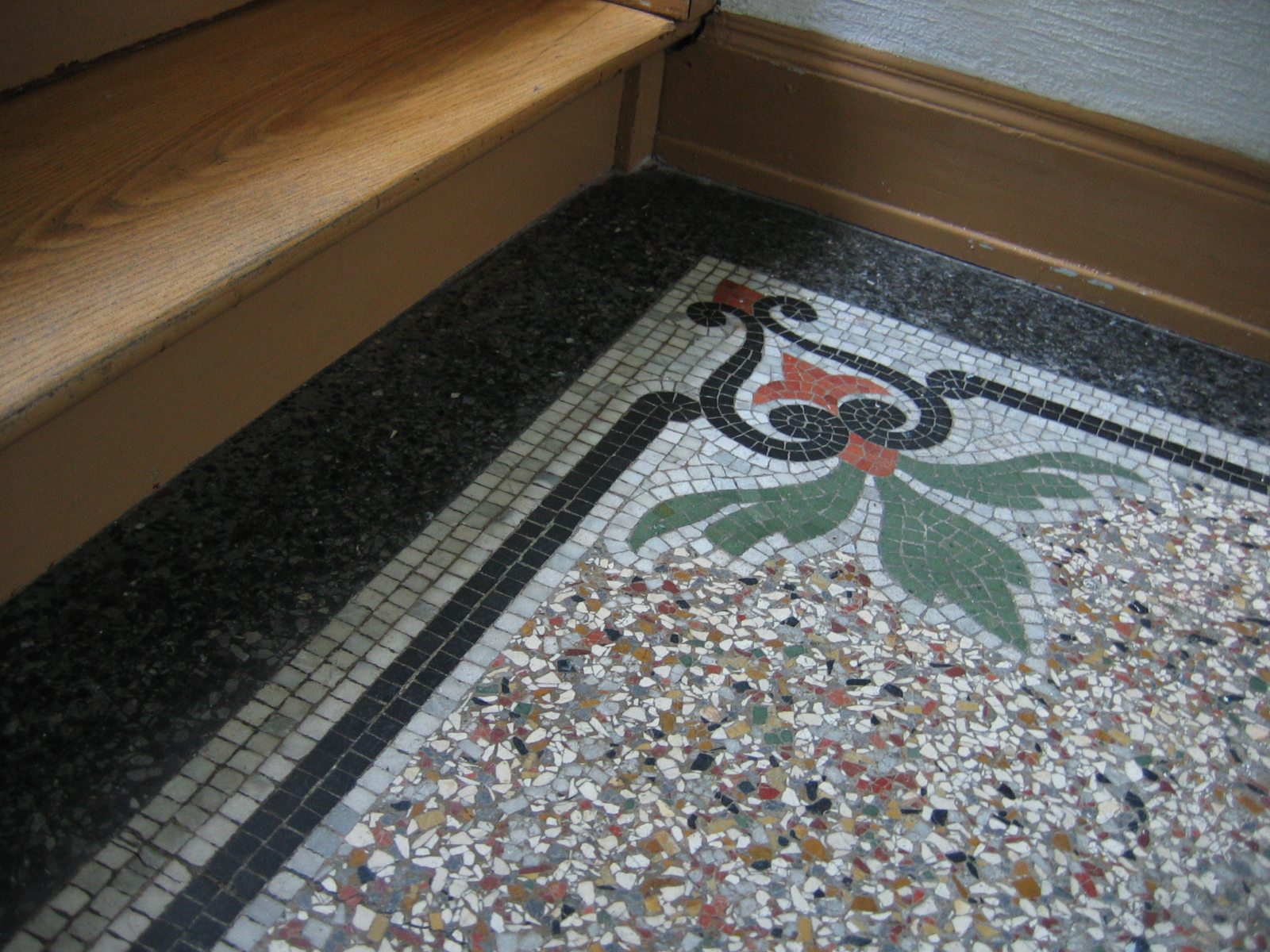
Posadzka z lastrika

Lastriko (również lastryko, lastrico, terazzo) – materiał budowlany, rodzaj betonowego (rzadziej asfaltowego) podłoża utworzony przez mieszaninę wody, cementu (asfaltu), grysu oraz barwnika stosowany do wylewania posadzek, schodów, parapetów oraz do nagrobków.
Grys stosowany do wytworzenia lastriko to przeważnie różnego rodzaju marmur, granit, bazalt.  Mieszanka z cementem tworzy twardą i mocną powierzchnię podatną na polerowanie i szlifowanie dla uzyskania połysku kamienia naturalnego. Grys do lastriko ma grubość do 10 mm. Najczęściej stosuje się grys w dwóch rozmiarach – od 2 do 5 mm lub od 4 do 10 mm.
Faktura lastrika może być chropowata, z wystającymi kawałkami kamienia (zwłaszcza do nagrobków) albo polerowana na wysoki połysk.
Lastriko znano już w neolicie a potem w starożytności i było ono jednym z najstarszych znanych, zachowanych do dziś podłoży. Znane są posadzki z lastriko w Jerychu, Göbekli Tepe i Çayönü (Turcja) oraz z Kastros na Cyprze. Zachowały się także podłogi w weneckich willach sięgające czasów XIV w. Były także popularne w średniowieczu (IX w.) w północnych Włoszech. Znane są wysokiej klasy artystycznej podłogi z lastrika z okresu międzywojennego XX w. często tworzone w stylu art déco.